# Bahnstrecke Eastman–Windsor Mills
| Streckenlänge: | 57,9 km              |                                            |                                            |
| Spurweite: | 1435 mm (Normalspur) |                                            |                                            |
| |                      |                                            |                                            |
| \| \| \| von Waterloo \| \| \| \| \| von Elkhurst \| \| \| \| 0,0 \| Eastman QC \| Eastman QC \| \| \| \| Strecke Brookport–Mattawamkeag \| \| \| \| \| nach Sherbrooke \| \| \| \| (ca. 6) \| Lac Stukely QC \| Lac Stukely QC \| \| \| 6,6 \| Khartoum QC \| Khartoum QC \| \| \| 13,0 \| North Stukely QC \| North Stukely QC \| \| \| 15,3 \| Lawrenceville QC \| Lawrenceville QC \| \| \| 22,4 \| Valcourt QC \| Valcourt QC \| \| \| 28,0 \| Racine QC \| Racine QC \| \| \| 32,5 \| Flodden QC \| Flodden QC \| \| \| 42,6 \| Kingsbury QC \| Kingsbury QC \| \| \| \| Salmon River \| \| \| \| \| New Rockland Slate Quarry Railway (914 mm) \| \| \| \| 48,9 \| Baie Golden QC (Golden Bay) \| Baie Golden QC (Golden Bay) \| \| \| 57,9 \| Windsor Mills QC (auch Greenlay) \| Windsor Mills QC (auch Greenlay) \| |                      |                                            |                                            |
| Strecke (außer Betrieb) |                      | von Waterloo                               | von Waterloo                               |
| Abzweig geradeaus, nach rechts und von rechts (Strecke außer Betrieb) |                      | von Elkhurst                               | von Elkhurst                               |
| Bahnhof (Strecke außer Betrieb) | 0,0                  | Eastman QC                                 | Eastman QC                                 |
| Kreuzung geradeaus unten (Strecke geradeaus außer Betrieb) |                      | Strecke Brookport–Mattawamkeag             | Strecke Brookport–Mattawamkeag             |
| Abzweig geradeaus und nach rechts (Strecke außer Betrieb) |                      | nach Sherbrooke                            | nach Sherbrooke                            |
| Kopfbahnhof Streckenanfang und quer (Strecke außer Betrieb) · Abzweig geradeaus und nach rechts (Strecke außer Betrieb) | (ca. 6)              | Lac Stukely QC                             | Lac Stukely QC                             |
| Haltepunkt / Haltestelle (Strecke außer Betrieb) | 6,6                  | Khartoum QC                                | Khartoum QC                                |
| Haltepunkt / Haltestelle (Strecke außer Betrieb) | 13,0                 | North Stukely QC                           | North Stukely QC                           |
| Bahnhof (Strecke außer Betrieb) | 15,3                 | Lawrenceville QC                           | Lawrenceville QC                           |
| Bahnhof (Strecke außer Betrieb) | 22,4                 | Valcourt QC                                | Valcourt QC                                |
| Bahnhof (Strecke außer Betrieb) | 28,0                 | Racine QC                                  | Racine QC                                  |
| Haltepunkt / Haltestelle (Strecke außer Betrieb) | 32,5                 | Flodden QC                                 | Flodden QC                                 |
| Bahnhof (Strecke außer Betrieb) | 42,6                 | Kingsbury QC                               | Kingsbury QC                               |
| Brücke über Wasserlauf (Strecke außer Betrieb) |                      | Salmon River                               | Salmon River                               |
| Kreuzung (Strecken außer Betrieb) |                      | New Rockland Slate Quarry Railway (914 mm) | New Rockland Slate Quarry Railway (914 mm) |
| Haltepunkt / Haltestelle (Strecke außer Betrieb) | 48,9                 | Baie Golden QC (Golden Bay)                | Baie Golden QC (Golden Bay)                |
| Kopfbahnhof Streckenende (Strecke außer Betrieb) | 57,9                 | Windsor Mills QC (auch Greenlay)           | Windsor Mills QC (auch Greenlay)           |

Die Bahnstrecke Eastman–Windsor Mills ist eine Eisenbahnstrecke in Québec (Kanada). Sie ist 57,9 Kilometer lang und verbindet unter anderem die Städte Eastman, Valcourt, Kingsbury und Windsor. Die Strecke ist stillgelegt und abgebaut.

## Geschichte
Bereits in den 1870er Jahren wollte die Missisquoi and Black River Valley Railway eine Strecke von Eastman nach Norden bauen. Die Gesellschaft kam jedoch aus finanziellen Gründen über abschnittsweise Trassierungsarbeiten nördlich von Lawrenceville nicht hinaus. Am 12. Juli 1888 erhielt die Orford Mountain Railway die Konzession zum Bau einer Strecke von Eastman nach Lawrenceville mit möglichen Zweigstrecken. Im Sommer 1889 begannen die Bauarbeiten und schon bald wurde die Absicht laut, die Strecke bis L’Avenir zu führen, wo sie an eine Strecke der South Eastern Railway anschließen würde. Am 28. November 1891 ging die Strecke bis Lawrenceville in Betrieb. Die Strecke nach L’Avenir wurde zurückgestellt und stattdessen Kingsbury anvisiert, wo sich ein größeres Sägewerk befand. Im Sommer 1892 begannen die Bauarbeiten für die Verlängerung, für die die bereits 20 Jahre vorher gradierte Trasse verwendet werden konnte. Bereits am 1. Dezember 1892 wurde die Strecke eröffnet. Am 22. Mai 1893 nahm die Gesellschaft auf der Gesamtstrecke den Personenverkehr auf. Zwei Zugpaare, ein Personenzug und ein gemischter Zug fuhren anfangs täglich auf der Strecke. Der Haltepunkt Flodden wurde erst im Herbst 1893 eingeführt. 1903 entschloss man sich, die Strecke bis Windsor zu verlängern, was im Oktober 1905 abgeschlossen war. Gleichzeitig wurde nördlich von Eastman eine rund sechs Kilometer lange Zweigstrecke zum Lac Stukely gebaut, die einerseits dem Holzabtransport als auch dem touristischen Ausflugsverkehr diente. Sie wurde 1905 eröffnet und 1914 stillgelegt.
Die weitere Verlängerung nach Bromptonville wurde 1907 in Angriff genommen, jedoch im Winter 1907/08 abgebrochen und aus finanziellen Gründen nicht wieder aufgenommen. Geplant war eigentlich, die Strecke entlang dem Rivière Saint-François bis Sherbrooke zu verlängern. Die Gesellschaft wurde am 7. März 1910 durch die Canadian Pacific Railway gepachtet und alle Verlängerungspläne wurden gestrichen.
Da die spärliche Industrie entlang der Strecke nach und nach den Betrieb einstellte und die Fahrgastzahlen kaum eine Eisenbahn rechtfertigten, begann schon bald die Stilllegung der Strecke. Zunächst wurde um 1940 der Personenverkehr auf der Gesamtstrecke eingestellt. Am 23. Dezember 1941 legte die Canadian Pacific den Abschnitt von Kingsbury bis Windsor Mills still. Valcourt war ab dem 15. Dezember 1949 Endpunkt der Strecke. Noch bis zum 30. April 1965 wurde der verbleibende Abschnitt befahren, bevor ihn auch das Schicksal der übrigen Strecke ereilte.

## Streckenbeschreibung
Die Strecke zweigt nördlich des Bahnhofs Eastman aus der Bahnstrecke Waterloo–Sherbrooke ab und führt nordwärts. Ein Fahrweg verläuft heute auf der Trasse. Die Bahn führt am Ostufer des Lac d´Argent entlang, an dessen Nordspitze von 1905 bis 1914 eine Strecke zum Lac Stukely abzweigte. Die Trasse führt nun weiter nordwärts und wird heute durch die Chemin de Khartoum belegt. Vom Haltepunkt Khartoum bis Lawrenceville befinden sich Steinbrüche entlang der Strecke, die an die Bahn angeschlossen waren. Ab Khartoum verläuft heute die Route du 6 Rang und von kurz vor North Stukely bis Lawrenceville die Rue du Chemin de Fer auf der Bahntrasse. Von Lawrenceville bis kurz vor Valcourt wird die Strecke ebenfalls als Fahrweg genutzt. Die Bahnstrecke verlief östlich an Valcourt vorbei durch das Gelände wo heute der Flughafen liegt. Der Südteil der Start- und Landebahn liegt auf der ehemaligen Bahntrasse. 
Sie biegt hier in Richtung Nordosten ab und erreicht nach wenigen Kilometern Racine. Der heutige Boulevard Industriel verläuft auf der Bahnstrecke bis zu einem Steinbruch nordöstlich von Racine. Die Trasse ist ab hier ungenutzt, erst ab dem Bahnübergang der Chemin Morrison verläuft wieder ein Fahrweg auf ihr. Kurz darauf ist Kingsbury erreicht, wo die Strecke südlich um den Étang de Kingsbury führt und den Salmon River überquert. Sie führt dann relativ geradlinig nach Nordosten weiter, wo sie die Trasse einer schmalspurigen Bahn kreuzt, die etwa von 1868 bis 1893 betrieben wurde und von Corris über den Rivière Saint-François und östlich an Kingsbury vorbei zu einem Schiefersteinbruch bei New Rockland führte. Anders als diese Steinbruchbahn überquert die Bahnstrecke nach Windsor Mills den Fluss nicht, sondern biegt vorher nach Südosten ab und führt an seinem Westufer entlang bis in das Dorf Greenlay gegenüber von Windsor. Eine Gleisverbindung zur Grand Trunk Railway, die am anderen Flussufer fuhr, gab es nicht.